# 陈健 (1964年)
陈健（1964年4月—），男，汉族，江苏如皋人，中华人民共和国政治人物，曾任中华人民共和国交通运输部党组成员兼总规划师、综合规划司司长，中华人民共和国审计署副审计长、党组成员，中国红十字会监事会监事长（兼）。现任中共北京市委常委、市纪委书记，市监察委员会主任。